# Nemzetközi Szabványügyi Szervezet
A Nemzetközi Szabványügyi Szervezet (angolul: International Organization for Standardization, ISO) 1947. február 23-án alakult nemzetközi szervezet. 165 ország szabványosítási tagszervezetét foglalja magában, és számos nemzetközi szabványt tart karban. A központja a svájci Genfben található.

## ISO
Az ISO az International Organization for Standardization rövidített neve. A rövid név a görög egyenlő szóból ered. Konvencionálisan nagy nyomtatott betűkkel írjuk.
Az ISO standard pontos fordításban a Nemzetközi Szabványügyi Szervezet (1947.) által kiadott nemzetközi szabványt jelenti.
ISO szabvány csak annyit jelent, hogy az egy nemzetközi (az ISO szervezet által kiadott) szabvány, a köznyelvben általában az egyik legelterjedtebb alkalmazású szabványt, az ISO 9001 szabványt értik alatta, ami a minőségirányítási (köznyelvben minőségbiztosítási) rendszer szabványosított követelményeit tartalmazza.
Az ISO 9000 szabványcsalád célja olyan szervezeti teljesítmény biztosítása, amely időről időre képes a vevők minőséggel kapcsolatos követelményeit kielégítő termékeket és szolgáltatásokat nyújtani, függetlenül attól, hogy mit csinál a szervezet, mekkora a mérete, vagy hogy a magánszektorban vagy a közszférában dolgozik-e.
Cél: a minőségre hatást gyakorló folyamatokat meg kell határozni és el kell látni menedzselésüket.

## Szabványok
ISO 9000 szabványsorozat követelményrendszer megvalósításának előnyei:
- Piaci versenyelőny,
- Szabályozottabb termelés, szolgáltatás,
- Jobb, pontosabb vezetői információk,
- Hatékonyabb irányítás és munkavégzés,
- Javul a belső működés hatékonysága, szervezettsége,
- Csökkennek az üzemeltetési költségek,
- Ösztönző hatást gyakorol a beszállítói körre,
- Kialakul a folyamatos fejlődés igénye.

Hazánkban a 2000-es évek kezdetekor, az ISO 9001:2000 kiadása után kezdtek el igazán érdeklődni a cégek a minőségirányítási rendszerek kiépítése és tanúsíttatása iránt. Néhány év múltán, az Európai Unióba való csatlakozáskor megint tapasztalható volt egy újabb érdeklődési hullám, hiszen az Európai Unió piaci elvárásainak való megfeleléséhez nagyon sok területen fontos volt, hogy egy cég rendelkezzen az ISO 9001 szerinti minőségirányítási rendszer tanúsítással. A rendszerek kiépítésének további nagy lendületet adott az a tény, hogy az EU-s támogatási pályázatok elnyerésekor előnyt jelentett a tanúsított minőségirányítási rendszer megléte.
Az ISO rendszerek bevezetése történhet saját erőforrásokkal vagy ISO tanácsadó bevonásával.
A tanúsítással rendelkező cégek számára ennek megléte az anyagi előnyök mellett marketingértéket is jelent.
A modern minőségirányítási szabványok a XX. század szülöttei. Az első ISO 9000 szabványsorozat 1987-ben jelent meg, majd 1994-ben a következő változat EN ISO 9000 sorozatjelzéssel került kiadásra, némi módosítással. Ekkor a tanúsítás alapját képező követelményszabványt ISO 9001, ISO 9002 és ISO 9003-nak hívták, és a kiválasztás attól függött, hogy a vállalatnak mennyire volt komplex a tevékenységi köre. Ennek a szabványcsoportnak a következő felülvizsgálatát követő újrakiadására 2000-ben került sor (3. kiadás), és ekkor a követelmény-szabványokat összevonták az ISO 9001:2000-be. A szabványt magát is jelentősen átstrukturálták, és beleépítették a PDCA elvet. A következő (negyedik) kiadásra 2008. november végén került sor. Ez megtartotta a 2000-es kiadású (ISO 9001:2000) szabvány felépítését, apró változtatásokat tartalmazott, amelyeknek fő célja az érthetőség, és a környezetközpontú szabvánnyal való kompatibilitás növelése volt.  Az új minőségirányítási rendszerszabvány (ISO 9001:2008) alkalmazására 2 év alatt kell áttérni.
A nemzetközi szabványoknak az egyes országok által átvett, lefordított és úgy kiadott verziói alkotják az egyes országok nemzeti szabványait.
Napjainkra több, mint 15000 ISO szabvány jelent meg, amelyeket dokumentumszámmal azonosítunk. Ennek ellenére bizonyos területeken általános gyakorlat az ISO kifejezés, mint rövid név önálló használata valamire, amit az egyik szabvány definiál.
Például:
- A fényképészetben az ISO szám a rögzítés fényérzékenységének jelzőszáma, amit az ISO 5800 nemzetközi szabvány határoz meg.
- A számítástechnikában az ISO fájl vagy ISO image (szövegkörnyezetben csak ISO, .iso vagy .ISO) egy ISO 9660 formátumnak megfelelő adatállomány. Az ISO 9660 formátum egy CD-ROM fájlrendszer, amit az ISO 9660 nemzetközi szabvány határoz meg.